# Golden Smoothee
Golden Smoothee es el nombre de una variedad cultivar de manzano (Malus domestica). Esta manzana está cultivada en la colección-repositorio de variedades de manzanos de la Estación Experimental Aula Dei (Zaragoza). También está cultivada en la colección de variedades frutales-repositorio de National Fruit Collection con el número de accesión: 1979 - 185 y Accession name: Smoothee (LA 73A). Es un desporte de Golden Delicious originario de Pensilvania, Estados Unidos. Manzana del Grupo Golden. Golden Smoothee®, que tienen carne crujiente, dulce y jugosa con un buen sabor aromático.

## Sinónimos
- "Golden Smoothee",[6]
- "Smoothee (LA 73A)".[3][9]

## Historia
Un clon-desporte más grande, más firme y con menos ruginoso ("russeting") de Golden Delicious. Descubierto en 1958 creciendo en el huerto de C. Gibson, Evans City, Pensilvania, Estados Unidos.
'Golden Smoothee' aunque de origen de Estados Unidos está considerada incluida junto a las variedades locales autóctonas antiguas de España, cuyo cultivo se centraba en comarcas muy definidas. Se caracterizaban por su buena adaptación a sus ecosistemas, en este caso cultivos en zonas altas y frías. Se encontraban diseminadas por todas las regiones fruteras españolas, aunque eran especialmente frecuentes en la España húmeda. Muy cultivada desde antiguo como manzana fresca de mesa en la comunidad foral de Navarra, Aragón, Cataluña y en La Rioja.
'Golden Smoothee' es una variedad mixta, clasificada como de mesa, también se utiliza en la elaboración de sidra; cuyo cultivo en la actualidad se extiende en las zonas productoras de manzanas de mesa de España en las que se busca esta variedad más amarilla que otras del Grupo Golden.

## Características
El manzano de la variedad 'Golden Smoothee' tiene un vigor medio a alto; porte desplegado, con vegetación muy tupida, hojas pequeñas; tubo del cáliz ancho o mediano, triangular o alargado en forma de cono o de embudo con tubo largo, y con los estambres insertos bajos, pistilo fuerte. Tiene un inicio de floración precoz, con una duración de la floración larga.
'Golden Smoothee' tiene una talla de fruto pequeño a mediano según si tiene aclareo o no; forma oblongo cónica, generalmente más alta que ancha, con contorno irregular con la forma más troncocónica y más regular que Golden Delicious, con cinco ligeros mamelones acostillados; epidermis con color de fondo verde amarillento-amarillo dorado, importancia del sobre color bajo o ausente, color del sobre color rosa lavado, distribución del sobre color rubor en chapa, presentando chapa rubor rojizo-rosado que ocupa 1/3 de la superficie, acusa punteado pequeño ruginoso poco marcado que se extienden aleatoriamente por la superficie, y con "russeting" (pardeamiento áspero superficial que presentan algunas variedades) débil; pedúnculo de longitud largo, fino, sobresale 2/3 de la cavidad peduncular, anchura de la cavidad peduncular media, profundidad de la cav, peduncular poco profunda, presenta placas ruginosas color grisáceo inicio desde la base de la cavidad hasta el borde sobrepasandolo ligeramente en estrella, y con importancia del "russeting" en la cav. peduncular fuerte; anchura de la cavidad calicina media, profundidad de la cav, calicina profunda, inicio de placas ruginosas color grisáceo se extienden desde la base de la cavidad alrededor del ojo, corona calicina, y con importancia del "russeting" en la cav. calicina débil; ojo de tamaño mediano y está cerrado.
Carne color blanco; textura de la pulpa blanda; sabor dulce, con acidez muy baja y contenido en azúcares medio.
Su tiempo de recogida de cosecha mediana se inicia a finales de octubre.